# José María Blázquez Martínez
José María Blázquez Martínez (Oviedo, 7 de juny de 1926- Madrid, 27 de març de 2016) fou un historiador espanyol. Va ser catedràtic d'Història Antiga de la Universitat de Salamanca i de la Universitat Complutense de Madrid i fou Acadèmic Numerari de la Reial Acadèmia de la Història, electe el 1987 amb la medalla número 13.

## Biografia
Va fer els seus estudis en Filologia Clàssica i es va doctorar en Filosofia i Lletres per la Universitat de Salamanca. Va ampliar estudis en diferents universitats i centres de recerca estrangers. Va iniciar la seva carrera com a professor d'Arqueologia Clàssica per posteriorment ocupar la càtedra d'Història Antiga Universal i d'Espanya en aquesta Universitat. Va passar després a la Universitat Complutense de Madrid com a catedràtic d'Història Antiga d'Espanya. Amb aquesta càtedra, la segona creada en Espanya amb aquesta denominació, l'ensenyament en l'extens àmbit de la recerca de la Història Antiga específicament hispana va experimentar un gran avanç.
Blázquez va ser becari "Alexander von Humboldt" a la Universitat de Marburg (Alemanya), director de l'Institut Espanyol d'Arqueologia "Rodrigo Caro" del CSIC. (succeint en això al seu mestre, el Prof. Antonio García y Bellido, va dirigir la revista Archivo Español de Arqueología i va ser fundador i director de Gerión (UCM). Va impulsar en la seva docència la importància i la validesa de l'ús de fonts diverses per a la recerca, sobretot de l'Arqueologia i l'epigrafia, donant a la indagació històrica una identitat pròpia. A partir dels ensenyaments del professor Blázquez s'ha format una generació completa d'estudiosos de la Història. Molts dels seus alumnes van ocupar càtedres en diferents universitats.
A més de la seva extensíssima producció científica, en la qual destaca també la publicació de nombrosos manuals, Blázquez va combinar la seva labor docent amb l'activitat de camp, des de les excavacions de Castulo a Espanya a les recerques al Monte Testaccio a Roma.
Va destacar especialment, dins de l'Arqueologia, en l'estudi dels mosaics romans peninsulars i, dins de la Història Antiga, en el referit al cristianisme primitiu. Al llarg de tota la seva vida no va deixar d'interessar-se per l'estudi de la identitat religiosa dels diferents pobles preromans d'Hispània (tema al que va dedicar ja el seu tesi doctoral) i per integrar les seves contribucions dins de l'estudi de les religions en la història mediterrània.
Era Doctor honoris causa per les Universitats de Bolonya, Salamanca, Valladolid i Lleó, havent estat recentment electe per la Universitat Carles III de Madrid (investidura l'1-2-2013). Fou membre a més de nombroses acadèmies i institucions espanyoles, europees i americanes: Membre Ordinari de l'Institut Arqueològic Alemany de Berlín, de la Hispanic Society of America i Corresponent de l'Acadèmia Nazionale dei Lincei de Roma.
Membre del Col·legi Lliure d'emèrits universitaris, President de la Societat Espanyola d'Orientalistes, i membre de The New York Academy of Sciences. Fou igualment Acadèmic corresponent de la Académie des inscriptions et belles-lettres de París, i de les Còrdova, Santa Isabel d'Hongria de Sevilla, de la de Cultura Valenciana i de la de Bones Lletres de Barcelona.
Entre els seus premis hi ha la Gran Medalla de Plata d'Arqueologia de l'Acadèmia d'Arquitectura de París, el Premi Franz Cumont de l'Acadèmia de Brussel·les, el Premi Roma 2003 i el Premi Cavalls d'Or de Venècia en 2003. El juny de 2010 va ser nomenat Conseller d'Honor del Centre d'Estudis Linarenses, després de pronunciar el corresponent discurs acadèmic d'ingrés que porta per títol "Cuarenta años de estudios sobre Cástulo".
El professor José María Blázquez, fou mestre de diverses generacions d'historiadors, i inspiració de moltes de les línies de recerca que han seguit, a part de la seva atenció especial a la religiositat de l'antiguitat, a la iconografia dels mosaics, la seva obra abasta la romanització, i la colonització fenícia, Tartessos, i en general del Mediterrani Antic.
Estava casat amb l'arquitecta alemanya Beatrix Schwaar.